# São Valério da Natividade
São Valério da Natividade är en kommun i Brasilien.   Den ligger i delstaten Tocantins, i den centrala delen av landet, 400 km norr om huvudstaden Brasília. Antalet invånare är 4 384.
Omgivningarna runt São Valério da Natividade är huvudsakligen savann. Runt São Valério da Natividade är det mycket glesbefolkat, med 2 invånare per kvadratkilometer.